# Van Loon (geslacht)

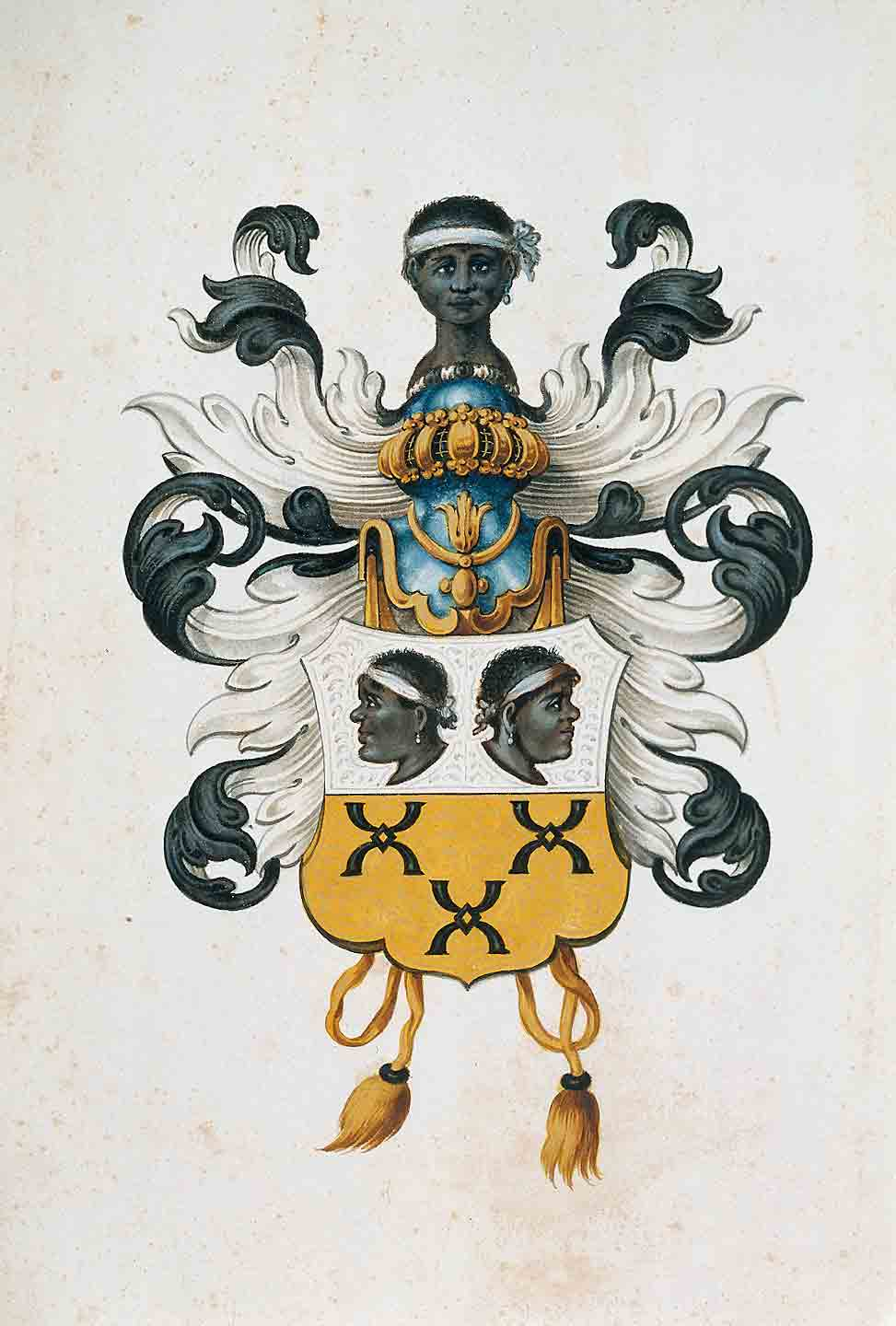
Wapen van het geslacht Van Loon.

Familiewapen van Van Loon

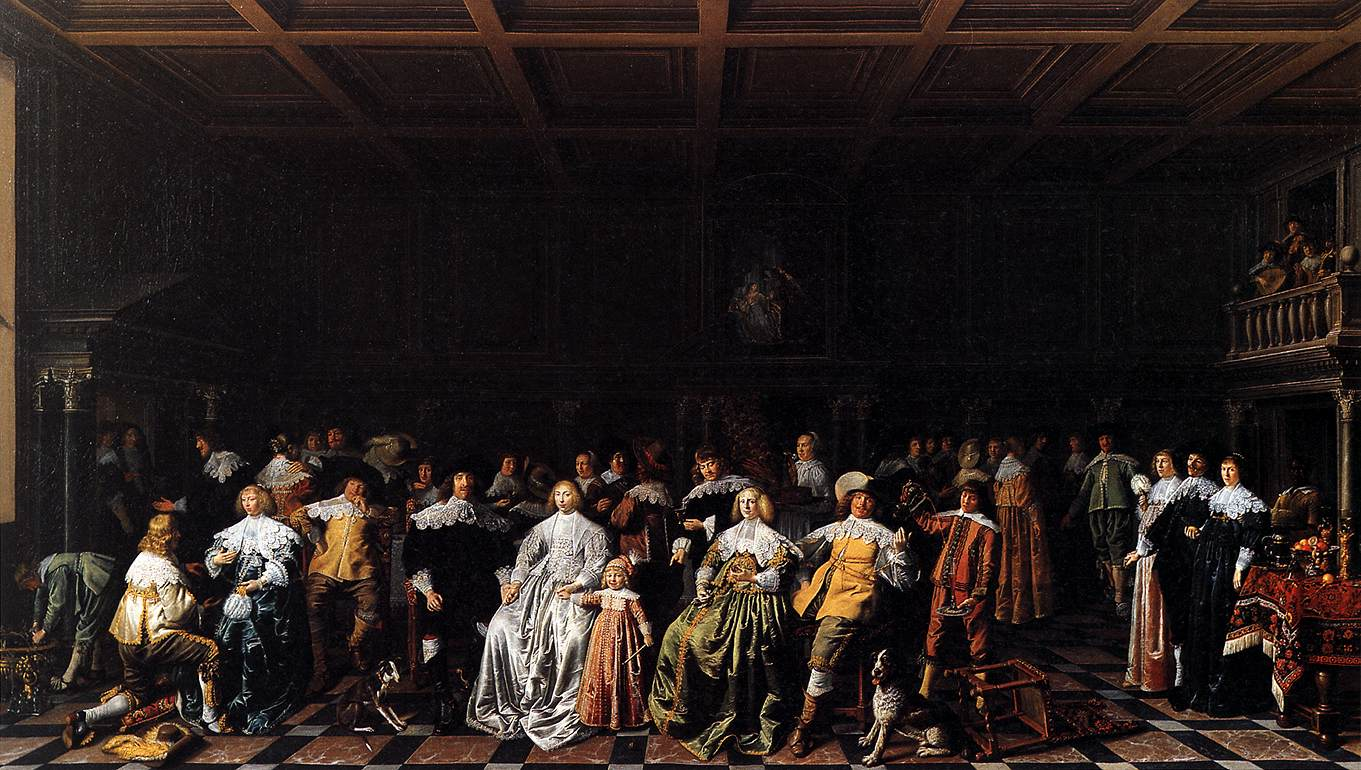
Het huwelijk van Willem van Loon en Margaretha Bas door Jan Miense Molenaer. Van de meeste geportretteerden is achterhaald, wie waar staan. De bediende onder het baldakijn is zwart.

Van Loon is een Nederlands geslacht waarvan leden sinds 1815 tot de Nederlandse adel behoren.

## Geschiedenis
De stamreeks begint met Maes Molengrave die tussen 1416 en 1433 schepen van Loon op Zand was. Een nazaat, Willem Jansz van Loon, werd bewindhebber van de VOC-kamer te Rotterdam. Diens zoon en verder nageslacht vestigde zich in Amsterdam waar telgen tot het regentenpatriciaat gingen behoren. Vanaf de 19e eeuw tot 2014 vervulden telgen hoge functies aan het hof. De familie bezit sinds 1884 een huis waarin het Museum Van Loon is gevestigd. Met prof. jhr. dr. Maurits van Loon (1923-2006) stierf het geslacht in mannelijke lijn uit. Zijn enige dochter is de laatste van dit adellijke geslacht. Toch is er een tweede mannelijke tak van de familie van Loon. Willem Jansz van Loon (geb. 1539), zoon van Jan Martenz van Loon en Anna Willemsdr van Loon (Hamer) deelt dezelfde ouders als Geerit Jansen (Jansz) van Loon (geb. 1530). Dit is ook te herleiden aan het wapen. 

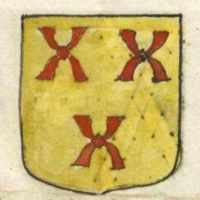
Heraldic familyweapon family Molengrave / van Loon

## Enkele telgen
- Willem Jansz van Loon (omstreeks 1537-1618), bewindhebber van de VOC-kamer te Rotterdam
  - Hans van Loon (Den Bosch, 1577-1658)[1] Hij trouwde in 1597 met Anna Ruychaver (1573-1649) uit Haarlem. Zij vestigden zich rond 1604 in Amsterdam en rond 1613 op de Zeedijk. Het echtpaar had zeven zonen. Hij verhuisde rond 1627 naar Keizersgracht 149 dat hij kocht van de brandewijnbrander Jan Martsz, die failliet ging.[2] Hij was bewindhebber van de VOC tussen 1628-1658. Zijn dochter Anna, gedoopt in 1609, trouwde in 1637 met Willem Nieupoort (1607-1678), secretaris van Schiedam en diplomaat in Engeland; Geertruida (1600-1675) trouwde met Dirck Graswinckel.
    - Nicolaes van Loon (Rotterdam, 1602-1675). Hij trouwde in 1624 met Emmerentia van Veen (1605-1683) uit Alkmaar; zij bewoonden Keizersgracht 149, gelegen naast de brouwerij de Keizerskroon, niet ver van de Leliegracht. Vanwege stankoverlast is het pand rond 1684 opgegeven.[bron?]
      - Adriaan van Loon (1631-1722), commissaris van de Amsterdamse Wisselbank, trouwde in 1656 met Cornelia Hunthum (1634-1721), bewoonden vanaf 1667 (?) Herengracht 497, tegenwoordig het Kattenkabinet.
      - Willem van Loon (1633-1695), bewindhebber VOC, burgemeester in 1686. Hij trouwde in 1663 met Catharina Hunthum (1636-1706), bewoonde Herengracht 499 vanaf 1667; hij is geschilderd door Jurriaen Ovens.
        - Pieter van Loon (1667-1716), bewindhebber VOC 1707-1716; ossenweider
          - Pieter van Loon (1700-1759). Hij trouwde in 1730 met Eva Raye (1710-1776), zuster van Jacob Bicker Raye.

        - Jan van Loon (1677-1763), handelaar in cacao, bewindhebber WIC, directeur Sociëteit van Suriname tussen 1737-1763. Hij trouwde in 1706 of 1707 met Machteld van Loon (1677-1717). Hij hertrouwde in 1724 met een dochter van burgemeester Cornelis Munter; bewoonde Keizersgracht 668, niet ver van het Museum Van Loon; kolonel in de schutterij.
          - Willem van Loon (1707-1783). Hij trouwde (1) met Elisabeth de Witt. Hij trouwde (2) met Catharina Johanna Wolters (1733-1786); in 1732 kapitein, volgde zijn vader in 1746 op als kolonel, maar bedankte in 1748 en is geremoveerd uit de vroedschap. Hij woonde op Herengracht 499 dat hij na 1750 ingrijpend liet verbouwen. In 1756 woonde hij in Génève. Het pand bleef 250 jaar in de familie.
            - Sara Maria van Loon (1761-1806) trouwde in 1779 met Nicolaas Calkoen.
            - Jhr. mr. Jan Willem van Loon (1767-1839), in 1822 verheven in de Nederlandse adel; zijn tak stierf in mannelijke lijn uit in 2006 met het overlijden van prof. jhr. mr. Maurits van Loon (1923-2006)
              - Jhr. Willem van Loon (1794-1847), lid Provinciale Staten van Noord-Holland; trouwde met Anna Louisa Agatha van Winter (1793-1877), lid van de familie Van Winter
                - Jhr. mr. Jan Willem van Loon (1816-1876), lid van de Tweede Kamer der Staten-Generaal
                - Jkvr. Wilhelmina Louisa van Loon (1823-1894); trouwde in 1845 met jhr. mr. Pieter Jacob Elout van Soeterwoude (1805-1893), lid Tweede en Eerste Kamer
                - Jkvr. Henriette Agnes van Loon (1825-1902), dame du palais van koningin Emma; trouwde in 1853 met Maurits Herman Insinger (1825-1891), bankier en lid Eerste Kamer
                - Jhr. Hendrik Maurits Jacobus van Loon (1831-1901), bankier
                  - Jhr. Willem Hendrik van Loon (1855-1935), bankier; trouwde met Thora Nanna Egidius (1865-1945), dame du palais van koningin Wilhelmina
                    - Jhr. Hendrik Maurits Jacobus van Loon (1886-1949), bankier
                      - Prof. jhr. dr. Maurits van Loon (1923-2006), hoogleraar aan de Universiteit van Amsterdam, laatste mannelijke telg van dit geslacht; trouwde in 1964 met Ghislaine de Vallois (1923-1988); trouwde in 1991 met mr. Martine Labouchere (1936), grootmeesteres van koningin Beatrix en koning Willem-Alexander
                        - Jkvr. Philippa van Loon (1964), laatste telg van dit geslacht

                - Jkvr. Caroline Wilhelmina van Loon (1833-1899); trouwde in 1857 met jhr. mr. Maurits Jacob van Lennep (1830-1913), jurist (zoon van schrijver Jacob van Lennep)

              - Jhr. Pieter van Loon (1801-1873), ingenieur, schilder en tekenaar

          - Mr. Jan van Loon (1725-1792)
            - Jhr. mr. Jan van Loon (1751-1828), in 1815 verheven in de Nederlandse adel; zijn tak stierf in 1947 uit
              - Jhr. mr. Willem van Loon (1786-1876), majoor der schutterij
                - Jkvr. Henriëtta Cornelia van Loon (1811-1879); trouwde in 1837 met jhr. Henry Gerard Barnaart, heer van Zandvoort (1812-1875), burgemeester van Haarlemmerliede
                - Jhr. Jan van Loon (1816-1889), assuradeur
                  - Jkvr. Johanna Cornelia Wilhelmina (Maud) van Loon (1857-1945), schilderes; trouwde in 1883 met jhr. Antoni Pieter Hendrik Johan Mollerus, heer van Westkerke (1852-1917), referendaris bij de provinciale griffie van Gelderland, lid van het geslacht Mollerus.

        - Adriaan van Loon, (1681-1754) bewindhebber VOC, bewoonde Herengracht 556.

    - Willem van Loon (1605-1645), burgemeester van Amsterdam. Hij trouwde in 1632 met Maria Geelvinck (1614-1636), een dochter van Jan Cornelisz. Geelvinck. Hij hertrouwde in 1637 met Margaretha Bas (1608-1679).[3] Van de bruiloft is een schilderij door Jan Miense Molenaer, aanwezig in Museum Van Loon.[4]
    - Pieter van Loon (1607-1679) bewindhebber VOC. Hij trouwde in 1631 met Anna van Foreest (1609-1654), een dochter van Nanning van Foreest, een remonstrant uit Alkmaar
    - Lieve van Loon (1619-1692). Hij trouwde in 1645 met Catharina Geelvinck (1626-1655), een dochter van Jan Cornelisz. Geelvinck.[5]